# Austrian Beach Volleyball Tour 2020
Die Austrian Beach Volleyball Tour 2020 ist die österreichische Turnierserie im Beachvolleyball. Ende August fand die österreichische Meisterschaft in Baden statt.

## Übersicht der Turniere
| Datum          | Stadt        | Kategorie | Sieger Männer                          | Sieger Frauen                        |
| -------------- | ------------ | --------- | -------------------------------------- | ------------------------------------ |
| 18.–19. Juli   | Unterach     | Pro 80    | Florian Schnetzer / Lorenz Petutschnig |                                      |
| 18.–19. Juli   | Zell am See  | Pro 80    |                                        | Viktoria Fink / Eva Freiberger       |
| 25. Juli       | Wolfsberg    | Pro 80    |                                        | Katharina Almer / Stephanie Wiesmeyr |
| 1.–2. August   | Innsbruck    | Pro 120   | Simon Frühbauer / Julian Hörl          | Franziska Friedl / Eva Pfeffer       |
| 7.–9. August   | Wolfurt      | Pro 160   | Philipp Waller / Julian Hörl           | Dorina Klinger / Lena Plesiutschnig  |
| 22.–23. August | Greifenstein | Pro 80    | Michael Pekar / Lauris Ochaya          |                                      |

## Champions Cup
Vor der Pro Tour fand der Champions Cup statt. Bei Männern und Frauen traten dabei jeweils die elf besten Teams plus ein Wildcard-Teilnehmer an.

### Frauen
| Vorrunde Gruppe A in Klagenfurt |                                   |       |       |        |
| Platz                           | Team                              | Sätze | BPQ   | Punkte |
| 1.                              | Julia Radl / Anja Dörfler         | 6:1   | 1,205 | 6      |
| 2.                              | Franziska Friedl / Eva Pfeffer    | 5:2   | 1,303 | 5      |
| 3.                              | Lucia Aichholzer / Magda Rabitsch | 2:4   | 0,876 | 4      |
| 4.                              | Jennifer Pfau / Karin Elsner      | 0:6   | 0,693 | 3      |

| 26. Juni | Friedl / Pfeffer | Aichholzer / Rabitsch | 2:0 |
|          | Radl / Dörfler   | Pfau / Elsner         | 2:0 |
|          | Friedl / Pfeffer | Pfau / Elsner         | 2:0 |
|          | Radl / Dörfler   | Aichholzer / Rabitsch | 2:0 |
|          | Pfau / Elsner    | Aichholzer / Rabitsch | 0:2 |
|          | Friedl / Pfeffer | Radl / Dörfler        | 1:2 |

| Vorrunde Gruppe B in Salzburg |                                      |       |       |        |
| Platz                         | Team                                 | Sätze | BPQ   | Punkte |
| 1.                            | Katharina Almer / Stephanie Wiesmeyr | 6:0   | 1,575 | 6      |
| 2.                            | Eva Freiberger / Viktoria Fink       | 4:3   | 1,025 | 5      |
| 3.                            | Anna Mayr / Birgit Schöttl           | 3:5   | 0,914 | 4      |
| 4.                            | Viktoria Mair / Jenny Rödl           | 1:6   | 0,730 | 3      |

| 27. Juni | Almer / Wiesmeyr  | Mayr / Schöttl    | 2:0 |
|          | Freiberger / Fink | Mair / Rödl       | 2:0 |
|          | Almer / Wiesmeyr  | Mair / Rödl       | 2:0 |
|          | Freiberger / Fink | Mayr / Schöttl    | 2:1 |
|          | Mair / Rödl       | Mayr / Schöttl    | 1:2 |
|          | Almer / Wiesmeyr  | Freiberger / Fink | 2:0 |

| Vorrunde Gruppe C in Wien |                                    |       |       |        |
| Platz                     | Team                               | Sätze | BPQ   | Punkte |
| 1.                        | Nadine Strauss / Teresa Strauss    | 6:0   | 1,500 | 6      |
| 2.                        | Dorina Klinger / Oda Ulveseth      | 4:2   | 1,078 | 5      |
| 3.                        | Michaela Hollaus / Julia Mitter    | 2:4   | 0,880 | 4      |
| 4.                        | Sophie Haselsteiner / Astrid Bauer | 0:6   | 0,714 | 3      |

| 28. Juni | Strauss / Strauss    | Hollaus / Mitter     | 2:0 |
|          | Haselsteiner / Bauer | Klinger / Ulveseth   | 0:2 |
|          | Strauss / Strauss    | Klinger / Ulveseth   | 2:0 |
|          | Haselsteiner / Bauer | Hollaus / Mitter     | 0:2 |
|          | Klinger / Ulveseth   | Hollaus / Mitter     | 2:0 |
|          | Strauss / Strauss    | Haselsteiner / Bauer | 2:0 |

| Zwischenrunde Gruppe 1 in Graz |                   |       |       |        |
| Platz                          | Team              | Sätze | BPQ   | Punkte |
| 1.                             | Radl / Dörfler    | 6:1   | 1,157 | 6      |
| 2.                             | Strauss / Strauss | 5:2   | 1,128 | 5      |
| 3.                             | Almer / Wiesmeyr  | 2:4   | 1,027 | 4      |
| 4.                             | Hollaus / Mitter  | 0:6   | 0,895 | 3      |

| 4. Juli | Almer / Wiesmeyr  | Hollaus / Mitter  | 2:0 |
|         | Strauss / Strauss | Radl / Dörfler    | 1:2 |
|         | Almer / Wiesmeyr  | Radl / Dörfler    | 0:2 |
|         | Strauss / Strauss | Hollaus / Mitter  | 2:0 |
|         | Radl / Dörfler    | Hollaus / Mitter  | 2:0 |
|         | Almer / Wiesmeyr  | Strauss / Strauss | 0:2 |

| Zwischenrunde Gruppe 2 in Wien |                    |       |       |        |
| Platz                          | Team               | Sätze | BPQ   | Punkte |
| 1.                             | Friedl / Pfeffer   | 6:0   | 1,182 | 6      |
| 2.                             | Klinger / Ulveseth | 4:2   | 1,192 | 5      |
| 3.                             | Freiberger / Fink  | 2:5   | 0,952 | 4      |
| 4.                             | Mayr / Schöttl     | 1:6   | 0,754 | 3      |

| 5. Juli | Friedl / Pfeffer   | Mayr / Schöttl     | 2:0 |
|         | Klinger / Ulveseth | Freiberger / Fink  | 2:0 |
|         | Friedl / Pfeffer   | Freiberger / Fink  | 2:0 |
|         | Klinger / Ulveseth | Mayr / Schöttl     | 2:0 |
|         | Freiberger / Fink  | Mayr / Schöttl     | 2:1 |
|         | Friedl / Pfeffer   | Klinger / Ulveseth | 2:0 |

|  | Halbfinale         | Halbfinale        |                    |   | Finale   | Finale   |
|  |                    |                   |                    |   |          |          |
|  | Radl / Dörfler     | 2                 |                    |   |          |          |
|  | Klinger / Ulveseth | 1                 |                    |   |          |          |
|  | 11. Juli           |                   |                    |   |          |          |
|  |                    |                   | 11. Juli           |   |          |          |
|  | Radl / Dörfler     | 0                 |                    |   |          |          |
|  |                    | Strauss / Strauss | 2                  |   |          |          |
|  |                    |                   |                    |   |          |          |
|  | Spiel um Platz 3   |                   |                    |   |          |          |
|  |                    |                   | Klinger / Ulveseth | 1 |          |          |
|  | Strauss / Strauss  | 2                 | Friedl / Pfeffer   | 2 |          |          |
|  | Friedl / Pfeffer   | 1                 |                    |   | 11. Juli | 11. Juli |

### Männer
| Vorrunde Gruppe A in Klagenfurt |                                      |       |       |        |
| Platz                           | Team                                 | Sätze | BPQ   | Punkte |
| 1.                              | Christoph Dressler / Alexander Huber | 6:0   | 1,326 | 6      |
| 2.                              | Martin Ermacora / Moritz Pristauz    | 3:4   | 1,008 | 4      |
| 3.                              | Paul Pascariuc / Arwin Kopschar      | 2:4   | 0,878 | 4      |
| 4.                              | Thomas Kunert / Laurenz Leitner      | 2:5   | 0,869 | 4      |

| 26. Juni | Ermacora / Pristauz | Pascariuc / Kopschar | 2:0 |
|          | Dressler / Huber    | Kunert / Leitner     | 2:0 |
|          | Ermacora / Pristauz | Kunert / Leitner     | 1:2 |
|          | Dressler / Huber    | Pascariuc / Kopschar | 2:0 |
|          | Kunert / Leitner    | Pascariuc / Kopschar | 0:2 |
|          | Ermacora / Pristauz | Dressler / Huber     | 0:2 |

| Vorrunde Gruppe B in Salzburg |                                        |       |       |        |
| Platz                         | Team                                   | Sätze | BPQ   | Punkte |
| 1.                            | Felix Friedl / Maximilian Trummer      | 5:4   | 1,070 | 5      |
| 2.                            | Lorenz Petutschnig / Florian Schnetzer | 5:3   | 0,993 | 5      |
| 3.                            | Tobias Winter / Julian Hörl            | 4:5   | 1,046 | 4      |
| 4.                            | Moritz Kindl / Mathias Seiser          | 3:5   | 0,885 | 4      |

| 27. Juni | Winter / Hörl    | Petutschnig / Schnetzer | 1:2 |
|          | Kindl / Seiser   | Friedl / Trummer        | 1:2 |
|          | Winter / Hörl    | Friedl / Trummer        | 2:1 |
|          | Kindl / Seiser   | Petutschnig / Schnetzer | 0:2 |
|          | Friedl / Trummer | Petutschnig / Schnetzer | 2:1 |
|          | Winter / Hörl    | Kindl / Seiser          | 1:2 |

| Vorrunde Gruppe C in Wien |                                   |       |       |        |
| Platz                     | Team                              | Sätze | BPQ   | Punkte |
| 1.                        | Robin Seidl / Philipp Waller      | 6:1   | 1,324 | 6      |
| 2.                        | Clemens Doppler / Alexander Horst | 4:3   | 1,066 | 5      |
| 3.                        | Simon Frühbauer / Michael Murauer | 3:5   | 0,890 | 4      |
| 4.                        | Jakob Reiter / Johannes Kratz     | 2:6   | 0,828 | 3      |

| 28. Juni | Doppler / Horst     | Reiter / Kratz      | 2:0 |
|          | Seidl / Waller      | Frühbauer / Murauer | 2:0 |
|          | Doppler / Horst     | Frühbauer / Murauer | 2:1 |
|          | Seidl / Waller      | Reiter / Kratz      | 2:1 |
|          | Frühbauer / Murauer | Reiter / Kratz      | 2:1 |
|          | Doppler / Horst     | Seidl / Waller      | 0:2 |

| Zwischenrunde Gruppe 1 in Graz |                         |       |       |        |
| Platz                          | Team                    | Sätze | BPQ   | Punkte |
| 1.                             | Dressler / Huber        | 6:2   | 1,183 | 6      |
| 2.                             | Doppler / Horst         | 5:4   | 1,013 | 5      |
| 3.                             | Petutschnig / Schnetzer | 4:4   | 1,015 | 4      |
| 4.                             | Friedl / Trummer        | 1:6   | 0,804 | 3      |

| 4. Juli | Dressler / Huber | Petutschnig / Schnetzer | 2:1 |
|         | Friedl / Trummer | Doppler / Horst         | 1:2 |
|         | Dressler / Huber | Doppler / Horst         | 2:1 |
|         | Friedl / Trummer | Petutschnig / Schnetzer | 0:2 |
|         | Doppler / Horst  | Petutschnig / Schnetzer | 2:1 |
|         | Dressler / Huber | Friedl / Trummer        | 2:0 |

| Zwischenrunde Gruppe 2 in Wien |                     |       |       |        |
| Platz                          | Team                | Sätze | BPQ   | Punkte |
| 1.                             | Seidl / Waller      | 6:0   | 1,182 | 6      |
| 2.                             | Winter / Hörl       | 4:2   | 1,192 | 5      |
| 3.                             | Frühbauer / Murauer | 2:5   | 0,952 | 4      |
| 4.                             | Ermacora / Pristauz | 1:6   | 0,754 | 1      |

| 5. Juli | Seidl / Waller      | Frühbauer / Murauer | 2:0     |
|         | Ermacora / Pristauz | Winter / Hörl       | 0:2     |
|         | Seidl / Waller      | Winter / Hörl       | 2:0     |
|         | Ermacora / Pristauz | Frühbauer / Murauer | 0:2 (W) |
|         | Winter / Hörl       | Frühbauer / Murauer | 2:0     |
|         | Seidl / Waller      | Ermacora / Pristauz | 2:0 (W) |

|  | Halbfinale       | Halbfinale     |                 |   | Finale   | Finale   |
|  |                  |                |                 |   |          |          |
|  | Dressler / Huber | 2              |                 |   |          |          |
|  | Winter / Hörl    | 0              |                 |   |          |          |
|  | 11. Juli         |                |                 |   |          |          |
|  |                  |                | 11. Juli        |   |          |          |
|  | Dressler / Huber | 1              |                 |   |          |          |
|  |                  | Seidl / Waller | 2               |   |          |          |
|  |                  |                |                 |   |          |          |
|  | Spiel um Platz 3 |                |                 |   |          |          |
|  |                  |                | Winter / Hörl   | 2 |          |          |
|  | Doppler / Horst  | 1              | Doppler / Horst | 1 |          |          |
|  | Seidl / Waller   | 2              |                 |   | 11. Juli | 11. Juli |

## Turniere
Nachfolgend werden jeweils die Top 8 der einzelnen Turniere aufgeführt. Die kompletten Ergebnisse gibt es beim Österreichischen Volleyballverband (siehe Weblinks).

### Unterach Pro 80
| Platz | Männer                                 |
| ----- | -------------------------------------- |
| 1     | Florian Schnetzer / Lorenz Petutschnig |
| 2     | Maximilian Trummer / Felix Friedl      |
| 3     | Tobias Winter / Julian Hörl            |
| 4     | Johannes Kratz / Michael Murauer       |
| 5     | Simon Baldauf / Jakob Reiter           |
| 5     | Mathias Seiser / Moritz Kindl          |
| 7     | Dominik Kefer / Jakob Grasserbauer     |
| 7     | Paul Pascariuc / Arwin Kopschar        |

### Zell am See Pro 80
| Platz | Frauen                                      |
| ----- | ------------------------------------------- |
| 1     | Viktoria Fink / Eva Freiberger              |
| 2     | Theresa Grentner / Julia Mitter             |
| 3     | Elma Bajraktarević / Saskia Bisanz          |
| 4     | Birgit Schöttl / Anna Mayr                  |
| 5     | Lina Hinteregger / Sarah Hinteregger        |
| 5     | Marilena Preiml / Saria Gschöpf             |
| 7     | Michaela Hollaus / Sophia Feichter          |
| 7     | Lisa-Christina Schmerlaib / Tatjana Puškina |

### Wolfsberg Pro 80
| Platz | Frauen                               |
| ----- | ------------------------------------ |
| 1     | Katharina Almer / Stephanie Wiesmeyr |
| 2     | Viktoria Fink / Eva Freiberger       |
| 3     | Birgit Schöttl / Julia Mitter        |
| 4     | Magdalena Rabitsch / Anja Trailović  |
| 5     | Lisa Chukwuma / Viktoria Mair        |
| 5     | Eva Dumphart / Birgit Beinsen        |
| 7     | Karin Elsner / Jennifer Pfau         |
| 7     | Marilena Preiml / Saria Gschöpf      |

### Innsbruck Pro 120
| Platz | Männer                                 | Frauen                                    |
| ----- | -------------------------------------- | ----------------------------------------- |
| 1     | Simon Frühbauer / Julian Hörl          | Franziska Friedl / Eva Pfeffer            |
| 2     | Jakob Reiter / Michael Murauer         | Anja Dörfler / Julia Radl                 |
| 3     | Florian Schnetzer / Lorenz Petutschnig | Katharina Almer / Stephanie Wiesmeyr      |
| 4     | Paolo Ingrosso / Marco Caminati        | Viktoria Fink / Eva Freiberger            |
| 5     | Robin Seidl / Philipp Waller           | Victoria Deisl / Lisa Hager               |
| 5     | Leo Williams / Václav Bercik           | Michaela Hollaus / Sophia Feichter        |
| 7     | Paul Pascariuc / Arwin Kopschar        | Viktoria Mair / Lisa-Christina Schmerlaib |
| 7     | Moritz Pristauz / Laurenz Leitner      | Valentina Werbik / Michaela Wengler       |

### Wolfurt Pro 160
| Platz | Männer                                 | Frauen                               |
| ----- | -------------------------------------- | ------------------------------------ |
| 1     | Philipp Waller / Julian Hörl           | Dorina Klinger / Lena Plesiutschnig  |
| 2     | Moritz Pristauz / Laurenz Leitner      | Eva Pfeffer / Franziska Friedl       |
| 3     | Adrian Heidrich / Mirco Gerson         | Sára Olivová / Martina Williams      |
| 4     | Michał Bryl / Mikolaj Miszczuk         | Julia Radl / Anja Dörfler            |
| 5     | Alexander Horst / Clemens Doppler      | Katharina Almer / Stephanie Wiesmeyr |
| 5     | Thomas Kunert / Leo Williams           | Viktoria Fink / Eva Freiberger       |
| 5     | Florian Schnetzer / Lorenz Petutschnig | Michaela Hollaus / Sophia Feichter   |
| 5     | Mathias Seiser / Moritz Kindl          | Julia Mitter / Saskia Bisanz         |

### Greifenstein Pro 80
| Platz | Männer                             |
| ----- | ---------------------------------- |
| 1     | Michael Pekar / Lauris Ochaya      |
| 2     | Stefan Aigner / Matthias Köstler   |
| 3     | Georg Köstler / Ralph Klaffinger   |
| 4     | Joachim Hackl / Dominik Kefer      |
| 5     | Thomas Kunert / Felix Volkmaier    |
| 5     | Matthias Mostböck / Raphael Trauth |
| 7     | Niels Antoni / Tim Berger          |
| 7     | Peter Holzner / Jakob Ojinnaka     |